# Pave Innocens 8.
Giovanni Battista Cibò med pavenavnet Innocens 8. (1432 – 25. juli 1492) var pave fra 29. august 1484 og frem til sin død 8 år senere. Han er især kendt for at have fået verdens første blodtransfusion.
Innocens var fra Genova og havde tidligere været gift, men var blevet enkemand, inden han trådte ind i den gejstlige stand. Han nåede at få to børn udenfor ægteskabet.

## Embede
Han solgte åbenlyst kirkens ydelser og modtog bl.a. 40.000 dukater af sultan Beyazid II for at holde prins Dschem som fange i Vatikanet, samtidig med at han prædikede korstog mod tyrkerne; han fik en af sine sønner gift med en datter af Lorenzo de' Medici, hvorved den betydningsfulde forbindelse mellem pavehoffet og huset Medici indlededes. Ved bullen "Summis desiderantes" gav han hekseforfølgelserne kirkens stempel; han fordømte 900 af Pico della Mirandolas sætninger og bekæmpede hussitterne i Böhmen.
Innocents navn er i dag knyttet til prægtige bygninger i Rom – Villa del Belvedere.

## Blodtransfusion
Pave Innocens regnes for at have fået foretaget verdens første blodtransfusion. Det skete omkring den 20. juli 1492, da paven i forbindelse med et komatilfælde blev tilrådet dette af en læge. Ved indgrebet fik han tilført 2 liter blod fra tre drenge ned gennem halsen. Behandlingen havde dog ikke den ønskede effekt, da både paven og drengene efterfølgende døde.